# Isabella Wei
Isabella Wei (Hong Kong, 1 de mayo de 2004) es una actriz y bailarina china. En televisión, es conocida por su papel en la serie de Netflix, 1899 (2022) y Palomas Negras (2024). En 2024, fue elegida como parte del elenco de la cuarta temporada de Bridgerton.

## Biografía
Nacida en 2004 en Hong Kong, China. Asistió a la Escuela Internacional China donde se graduó en 2022. Posteriormente formó parte de la Fundación de Artes Juveniles de Hong Kong, donde inicialmente se formó como bailarina y actuó en el Teatro Shouson, interpretando coreografías de hip-hop, danza contemporánea y jazz.
Tuvo su primer papel como actriz en el escenario en la producción de #Hashtag de la Fundación de Artes Juveniles de Hong Kong. Hizo su debut televisivo en 2022, en la serie de suspenso y misterio de Netflix, 1899, como Ling Yi, una adolescente de Hong Kong que se disfraza de geisha.
En 2023, fue elegida para interpretar el papel principal en la película de comedia dramática, High Wire, de Silent D Pictures junto a Dominic Lam. Al año siguiente apareció como Zadie en la nueva versión de The Crow junto con Bill Skarsgård y FKA Twigs. También en 2024, fue elegida para interpretar el personaje de Posy Li en la cuarta temporada de la serie de Netflix, Bridgerton. Además apareció en la serie de suspense y espionaje, Black Doves, donde da vida al personaje de Kai-Ming.

## Filmografía
| Año  | Título      | Papel      | Notas                         | Ref.  |
| ---- | ----------- | ---------- | ----------------------------- | ----- |
| 2022 | 1899        | Ling Yi    | Papel principal; 8 episodios  | [ 2 ] |
| 2024 | The Crow    | Zadie      | Película                      | [ 5 ] |
| 2024 | Black Doves | Kai-Ming   | Papel secundario; 6 episodios | [ 9 ] |
| —    | High Wire   | Au Go-wing | Filmándose                    | [ 5 ] |
| —    | Bridgerton  | Posy Li    | Temporada 4                   | [ 8 ] |